# Mons (Puy-de-Dôme)
Mons ist eine französische Gemeinde mit 559 Einwohnern (Stand: 1. Januar 2022) im Département Puy-de-Dôme in der Region Auvergne-Rhône-Alpes (vor 2016 Auvergne). Die Gemeinde gehört zum Arrondissement Riom und zum Kanton Maringues.

## Geografie
Mons liegt etwa 24 Kilometer ostnordöstlich von Riom am Fluss Buron. Im äußersten Nordosten der Gemeinde mündet die Dore in den Allier. Umgeben wird Mons von den Nachbargemeinden Saint-Priest-Bramefant im Norden und Nordosten, Mariol im Nordosten, Ris im Osten, Limons im Süden und Südosten, Luzillat im Süden und Südwesten, Beaumont-lès-Randan im Westen sowie Randan im Nordwesten.

## Bevölkerungsentwicklung
| Jahr                       | 1962 | 1968 | 1975 | 1982 | 1990 | 1999 | 2006 | 2018 |
| Einwohner                  | 380  | 367  | 316  | 321  | 344  | 339  | 390  | 540  |
| Quellen: Cassini und INSEE |      |      |      |      |      |      |      |      |

## Sehenswürdigkeiten
- Kirche Notre-dame-de-la-Nativité aus dem 12. Jahrhundert
- Schloss Périgères aus dem Jahre 1686, seit 1997 Monument historique
- Villa Le Presle aus dem Jahre 1880, seit 2002 Monument historique

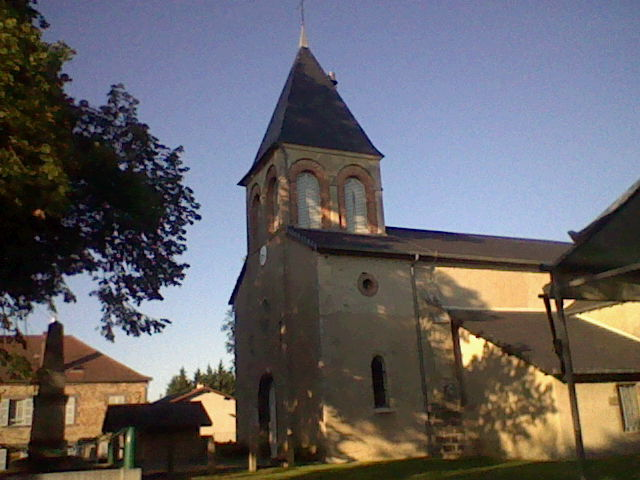
Kirche Notre-Dame-de-la-Nativité

- Brücke und Park